# Royal Quest
Royal Quest — массовая многопользовательская ролевая онлайн-игра, созданная компанией Katauri Interactive. С апреля 2023 года поддержку игры осуществляет компания Lesta Games.

## Игровой процесс
Можно создать своего героя для каждого из которых можно настроить внешний вид и выбрать один из четырёх стартовых классов (то есть роль игрока). Впоследствии развив персонажа до определённого уровня, игрок должен выбрать одну из двух специализаций своего класса. Специализации влияют на доступное оружие, экипировку и набор уникальных навыков и умений.
Все классы в Royal Quest могут выступать в роли Damage Dealer, но также доступны улучшения в узкоспециализированные ответвления класса. К примеру, класс «Волшебник» можно улучшить в лечебные заклинания и его сила лечения будет выше, чем у Волшебников, которые не улучшали данную способность. Но в то же время он будет иметь возможность атаковать монстров и персонажей почти с тем же успехом, как и остальные. В связи с правками баланса реальная направленность класса может существенно отличаться от его описания на официальном сайте.

## Сюжет
События Royal Quest разворачиваются в мире Аура, где бок о бок уживаются магия, технология, алхимия.
Однажды Аура оказывается в опасности: черные алхимики решают захватить власть над очень редким и ценным минералом элениумом. Чтобы остановить их, король объявляет о наборе отважных героев, которые смогу остановить и прогнать алхимиков, а в награду они смогут получить собственный замок, титул и земли.

## Отзывы
| Русскоязычные издания | Русскоязычные издания |
| Издание               | Оценка                |
| --------------------- | --------------------- |
| PlayGround.ru         | 8/10                  |
| «Игромания»           | 7/10                  |
| «Канобу»              | 7/10                  |

Сайт «Канобу» и журнал «Игромания» в обзорах версии игры, доступной для открытого бета-теста, поставили Royal Quest 7 баллов из 10.
Кирилл Волошин в рецензии от «Канобу» отметил: «Katauri <…> сделали ставку на консервативный игровой процесс. А от него, во-первых, многие давно устали, во-вторых, пока он выглядит слишком сырым и не доведенным до ума». А Алексей Моисеев свою статью для «Игромании» закончил следующим выводом: «Сейчас игра похожа на неловкого, но обаятельного младенца: забавно ползает по полу на четвереньках, агукает и пытается встать на ноги». Оба рецензента похвалили приятный визуальный стиль и хорошую музыку, но критически высказались о балансе классов, системе квестов и однообразии игрового процесса.
Летом 2018 года, благодаря уязвимости в защите Steam Web API, стало известно, что точное количество пользователей сервиса Steam, которые играли в игру хотя бы один раз, составляет 240 272 человека.